# Aspalathus crenata
Aspalathus crenata är en ärtväxtart som först beskrevs av Carl von Linné, och fick sitt nu gällande namn av Rolf Martin Theodor Dahlgren. Aspalathus crenata ingår i släktet Aspalathus och familjen ärtväxter. Inga underarter finns listade i Catalogue of Life.